# Shane Bray
Shane Bray es un deportista australiano que compitió en taekwondo. Ganó una medalla de plata en el Campeonato Asiático de Taekwondo de 1976, en la categoría de +80 kg.

## Palmarés internacional
| Campeonato Asiático | Campeonato Asiático   | Campeonato Asiático | Campeonato Asiático |
| Año                 | Lugar                 | Medalla             | Categoría           |
| ------------------- | --------------------- | ------------------- | ------------------- |
| 1976                | Melbourne (Australia) | Medalla de plata    | +80 kg              |